# 김형칠
김형칠(金亨七, 1959년 7월 1일 ~ 2006년 12월 7일)은 대한민국의 승마 선수이다. 금안회 소속이다.

## 생애
김형칠은 아버지에게 승마 기술을 배웠고, 1976년부터 승마 선수로 활동을 시작했다. 1985년 아시아 선수권 대회에서 우승했으며, 1988년 하계 올림픽에 대한민국 국가대표로 참가했다. 그 후 1994년 히로시마 대회 때부터 4회 연속 아시안 게임에 출전했으며 2002년 부산 대회 단체전에서 은메달을 목에 걸었다.

## 2006년 아시안 게임
2006년 12월 7일 카타르 도하에서 열린 2006년 아시안 게임에 참여했으나, 종합마술 크로스 컨트리 경기 도중 5년간 경기를 같이 진행한 애마 벤디에서 떨어져 뇌에 부상을 입었다. 사고 직후 응급 요원들이 심폐소생술을 실시했지만 아무 소용이 없어 선수촌 인근 하마드 종합병원으로 옮겨졌으나 끝내 의식을 찾지 못하고 현지 시각 10시 50분경 사망 판정이 내려졌다. 향년 48세. 사고는 모두 스물세 개의 장애물 중 여덟째 장애물을 넘다가 일어났다. 높이 1.1미터인 장애물 상단에 말의 앞발이 걸리면서 말에서 떨어지고, 이어 무게 500킬로그램인 말이 그의 머리와 가슴 부위를 덮친 것이다. 사고로 다리가 부러진 벤디도 안락사 처리될 예정이었으나, 안락사 계획은 취소되었다. 사고 직후 언론들은 비가 오는데도 경기를 강행한 주최측의 무리한 진행사실을 보도, 김형칠 선수가 비로 인해서 미끄러워진 경기장 환경때문에 낙마한 것으로 분석하였다. 1951년부터 시작된 아시안 게임에서 선수가 경기 도중 사망한 것은 이때가 처음이었다.
2006년 아시안 게임 대한민국 승마 대표팀 참가 선수 중 가장 나이가 많았던 김형칠은 그 당시 아시안 게임 다섯 번째 출전이자 마지막 은퇴 경기였다. 12월 8일 대한민국 문화관광부는 그에게 체육훈장 맹호장을 추서했다. 유가족으로는 동생, 부인, 1남 1녀가 있다.